# Eulocastra schah
Eulocastra schah là một loài bướm đêm trong họ Noctuidae.